# SpaceX CRS-22
SpaceX CRS-22 eller SpX-22 var en obemannad flygning till Internationella rymdstationen med SpaceX:s rymdfarkost Dragon 2. Farkosten sköts upp en Falcon 9-raket, från Kennedy Space Center LC-39, den 3 juni 2021. Den dockade med rymdstationen den 5 juni 2021.
Farkosten levererade bland annat flera solpaneler till rymdstationen.
Farkosten lämnade rymdstationen den 8 juli 2021. Den återinträdde i jordens atmosfär och landade i Mexikanska golfen den 10 juli 2021.